# Tine Papič
Tine Papič, slovenski jungovski učni psihoanalitik im supervizor (IAAP Zürich) ter  jungovski coach (JCS, LQ). Je bivši predsednik slovenskega združenja za analitično psihologijo, soustanovitelj študija ter predavatelj  analitične psihologije  na Univerzi Sigmunda Freuda v Ljubljani. Mednarodno je akriven kot član gibanja »Analysis and Activism«, ki združuje analitike, ki jih zanima tako teorija družbenih dogajanj kot aktivizem. Kot analitik deluje v privatni praksi v Ljubljani na Odprtem inštitutu za psihoterapijo katerega soustanovitelj je.
Aktiven je tudi kot mednarodni predavatelj, med vidnejšimi predavanji je kot gost v tujini predaval  na Univerzi v Rimu v sklopu konference Analiza in Aktivizem leta 2015 s prispevkom "Emergence of Comunism and archetypes behinde the phenomenum", na evropski konferenci za analitično psihologijo v Trstu leta 2015 o uporabi podatkovne znanosti pri raziskovanju v psihoterapiji, na Svetovnem kongresu leta 2019 na Univerzi na Dunaju na temo " Analysing C.G.Jungs personality traits and changes through time with help of AI"    ter leta 2020 na ameriški predsedniški konferenci organizirani s strani C.G. Jung inštituta iz San Francisca, ki je bilo tudi objavljeno v ARAS z naslovom " Towards collective psychosis - why new technologies are making the world a worse place".  Kot soavtor je objavil več  del v tujini, bil povabljen kot eden prvih  komentatorjev kliničnih primerov  s strani  najuglednejše publikacije na področju analitične psihologije (Journal of Analytical Psychology). V 2021 je bil kot soavtor skupaj z vodilnimi analitiki iz celega sveta povabljen k pisanju knjige o psihoterapiji v času Covida "Lockdown Therapy", ki bo izšla pri založbo pri Routlage.